# Klaus Tennstedt
Klaus Tennstedt, né à Mersebourg le 6 juin 1926 et mort près de Kiel le 11 janvier 1998, est un chef d'orchestre allemand.

## Biographie
Klaus Tennstedt étudie le violon et le piano au Conservatoire de Leipzig. Il échappe au service militaire durant la période des nazis en rejoignant un groupe de musique baroque. Il commence sa carrière de chef d'orchestre à Halle en 1948. En 1958, il est nommé à la tête de l'Opéra de Dresde et dirige les plus grands orchestres des pays de l'Est sous contrôle de l'Union soviétique.
Il quitte l'Allemagne de l'Est en 1971 pour rejoindre la Suède avant d'être nommé à Hambourg en 1979. Il est alors invité à diriger aux États-Unis puis se base à Londres en 1983, année de sa prise de fonctions officielle à l'Orchestre philharmonique de Londres. Victime de plusieurs problèmes de santé dans les dix années suivantes, il décide de mettre un terme à sa carrière en 1995. Les orchestres qui ont joué sous sa direction tels les « Big Five » (Chicago et Boston entre autres) se souviennent toujours de son engagement physique parfois au-delà de toutes les espérances, au vu de sa santé fragile.

## Répertoire
Sa remarquable intégrale des symphonies de Gustav Mahler autant que ses enregistrements publics ont démontré un engagement physique permettant des interprétations dramatiques de haute tenue,,.